# Magdalena (Laguna)
Magdalena is een gemeente in de Filipijnse provincie Laguna op het eiland Luzon. Bij de laatste census in 2010 telde de gemeente bijna 23 duizend inwoners.

## Geografie

### Bestuurlijke indeling
Magdalena is onderverdeeld in de volgende 24 barangays:
| - Alipit - Baanan - Balanac - Bucal - Buenavista - Bungkol - Buo - Burlungan - Cigaras - Halayhayin - Ibabang Atingay - Ibabang Butnong | - Ilayang Atingay - Ilayang Butnong - Ilog - Malaking Ambling - Malinao - Maravilla - Munting Ambling - Poblacion - Sabang - Salasad - Tanawan - Tipunan |

## Demografie
Magdalena had bij de census van 2010 een inwoneraantal van 22.976 mensen. Dit waren 2.772 mensen (13,7%) meer dan bij de vorige census van 2007. Ten opzichte van de census van 2000 was het aantal inwoners gegroeid met 4.000 mensen (21,1%). De gemiddelde jaarlijkse groei in die periode kwam daarmee uit op 1,93%, hetgeen hoger was dan het landelijk jaarlijks gemiddelde over deze periode (1,90%).

De bevolkingsdichtheid van Magdalena was ten tijde van de laatste census, met 22.976 inwoners op 34,88 km², 658,7 mensen per km².